# Stora Gäddtjärnen (Vikers socken, Västmanland)
Stora Gäddtjärnen är en sjö i Nora kommun och Örebro kommun i Västmanland och ingår i Norrströms huvudavrinningsområde. Sjön har en area på 0,185 kvadratkilometer och ligger 234,3 meter över havet.

## Delavrinningsområde
Stora Gäddtjärnen ingår i det delavrinningsområde (659121-144846) som SMHI kallar för Mynnar i Hagbyån. Medelhöjden är 209 meter över havet och ytan är 52,36 kvadratkilometer. Det finns inga avrinningsområden uppströms utan avrinningsområdet är högsta punkten. Mogruvbäcken som avvattnar avrinningsområdet har biflödesordning 5, vilket innebär att vattnet flödar genom totalt 5 vattendrag innan det når havet efter 237 kilometer. Avrinningsområdet består mestadels av skog (86 procent). Avrinningsområdet har 2,01 kvadratkilometer vattenytor vilket ger det en sjöprocent på 3,8 procent.